# Ophiopogon planiscapus

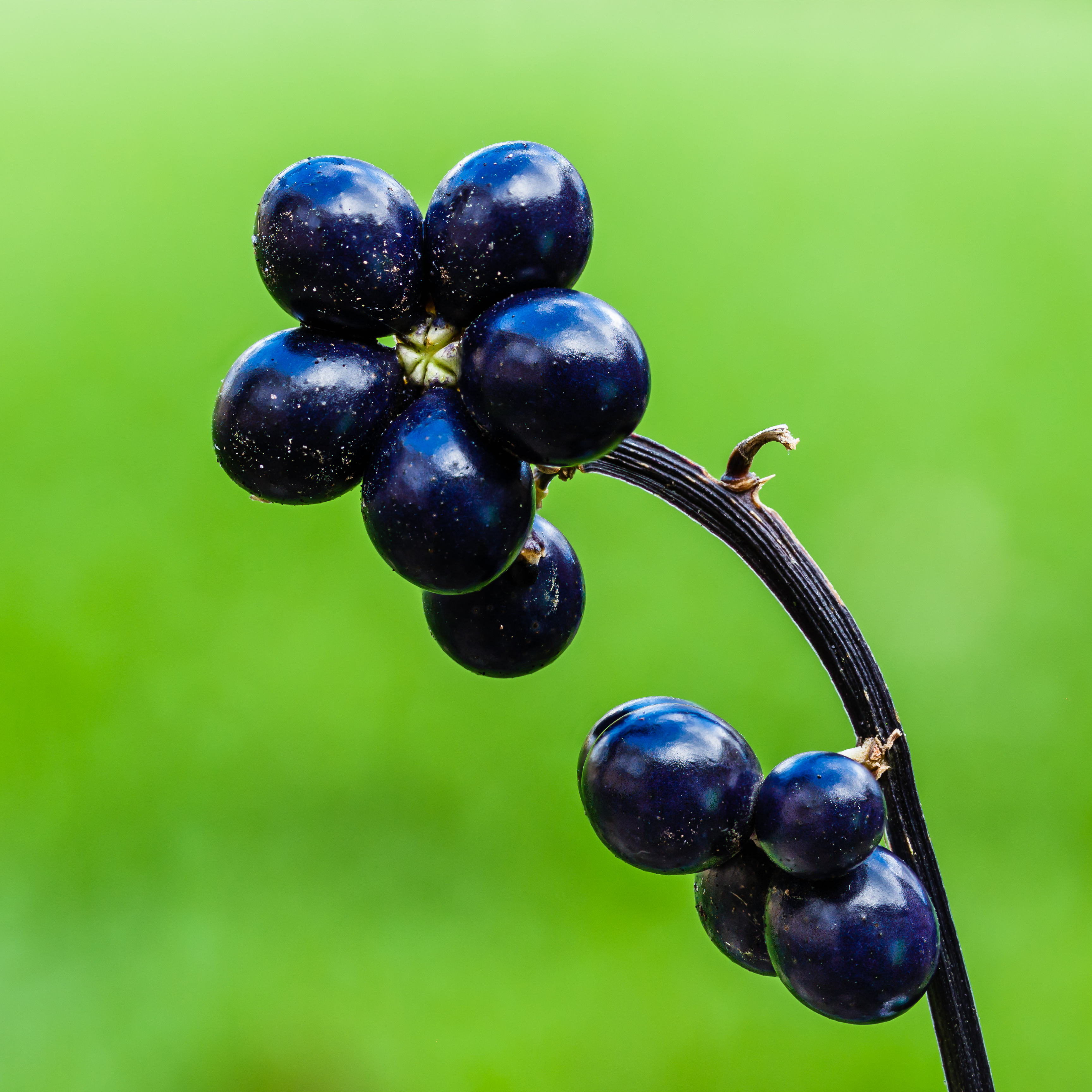
Quả của loài O.planiscapus

Ophiopogon planiscapus là một loài thực vật có hoa trong họ Măng tây (Asparagaceae). Đây là một thực vật lâu năm thường xanh phát triển đến chiều cao 20 cm (8 in) và rộng 30 cm (12 in). Nó phát triển từ một thân rễ ngắn. Ophiopogon planiscapus là loài bản địa của Nhật Bản, nơi nó mọc ở những sườn dốc.